# Municipio de Crow Wing Lake
El municipio de Crow Wing Lake (en inglés: Crow Wing Lake Township) es un municipio ubicado en el condado de Hubbard en el estado estadounidense de Minnesota. En el año 2010 tenía una población de 332 habitantes y una densidad poblacional de 3,63 personas por km².

## Geografía
El municipio de Crow Wing Lake se encuentra ubicado en las coordenadas 46°50′37″N 94°51′33″O / 46.84361, -94.85917. Según la Oficina del Censo de los Estados Unidos, el municipio tiene una superficie total de 91.42 km², de la cual 76,93 km² corresponden a tierra firme y (15,85 %) 14,49 km² es agua.

## Demografía
Según el censo de 2010, había 332 personas residiendo en el municipio de Crow Wing Lake. La densidad de población era de 3,63 hab./km². De los 332 habitantes, el municipio de Crow Wing Lake estaba compuesto por el 96,99 % blancos, el 0,3 % eran amerindios, el 0,3 % eran de otras razas y el 2,41 % eran de una mezcla de razas. Del total de la población el 0,3 % eran hispanos o latinos de cualquier raza.